# Il siciliano (film)
Il siciliano (The Sicilian) è un film del 1987 diretto da Michael Cimino.
Il film riprende la biografia romanzata del bandito Salvatore Giuliano, ed è tratto dal romanzo omonimo di Mario Puzo. È stato girato a Caltabellotta (AG) e a Sutera (CL).

## Trama
Sicilia, primi anni '40. A seguito dell'armistizio di Cassibile, il giovane monteleprino Salvatore Giuliano, ridotto praticamente in miseria, tira avanti dandosi al fiorente mercato nero. Un giorno, mentre con l'aiuto del cugino Gaspare Pisciotta, detto Aspanu, trasporta un carico di grano nascosto in una bara, viene bloccato dei carabinieri; nella sparatoria che ne segue, Giuliano ne uccide uno, ma resta ferito gravemente. Nonostante il parere del barbiere locale, Salvatore sopravvive, si ribella dandosi alla macchia e si mette a capo del movimento separatista siciliano, con la connivenza dei politici e signorotti locali, nonché con l'assenso del capo dei capi della mafia siciliana, Don Masino Croce, alleato del boss di New York Don Vito Corleone (anche se non citato apertamente nel film).
Con l'aiuto di molti compaesani (soprattutto ex galeotti), unitisi a lui nella speranza di migliorare il loro generale stato di cose, e con in mente l'idea di unire la "piccola" Sicilia agli "immensi" States, egli compie diverse imprese contro i potenti: rapina un treno postale, saccheggia la casa del principe Borsa, mette una "taglia" sulla testa del ministro Mario Scelba ed aiuta i più poveri e deboli, commettendo però anche atrocità, quali la crocefissione di un prete corrotto, o l'esecuzione pubblica di un barbiere ed altri nobili locali che l'avevano tradito.
Infine, a causa anche delle infiltrazioni mafiose nella banda, si rende responsabile della strage di Portella della Ginestra, quando i suoi uomini, invece di sparare sopra le teste, uccidono 11 persone durante un comizio politico comunista. Ormai senza protezioni né politiche né mafiose (tenterà anche, senza successo, un attentato ai danni di Don Croce), con la banda che comincia a disgregarsi e con l'esercito che occupa la vicina Palermo, Giuliano è tradito dal suo fidato collaboratore e luogotenente Pisciotta, al quale viene ventilata una lauta ricompensa in cambio del vile atto. Pisciotta sarà poi l'esecutore materiale dell'assassinio del cugino, commesso dopo aver inscenato un finto conflitto a fuoco con la polizia, e verrà poi assassinato per vendetta nell'Ucciardone.

## Accoglienza

### Critica
Secondo Tullio Kezich il film "tenta di far compiere al cinema un passo indietro. Torna Giuliano che ruba ai ricchi per dare ai poveri, tornano le leggende dei suoi amori e del figlio che non ebbe mai. Cimino ci fa addirittura vedere Turiddu che soccorre i feriti della strage di Portella, piange e si discolpa. Ma il fatto decisivo rimane un altro: il film è irrimediabilmente stonato e confuso, sgangherato e verboso". Critico anche Leonardo Sciascia sulla mitizzazione del personaggio da parte di Cimino.
Il critico cinematografico F. X. Feeney, lodò la versione integrale del film (director's cut), e criticò la Fox per aver deciso il taglio delle maggiori sequenze, delle maggiori scene e di molte linee di dialogo.
Feeney, affermò che Il siciliano è un autentico capolavoro e il lavoro di un genio, dichiarandolo il miglior film del 1987.

## Director's cut
Esiste di questo film una versione di 146 minuti, approvata da Cimino. Questa edizione non è però mai stata distribuita in Italia fino al 2015, quando è stata trasmessa da Rai Movie.